# Jan Mouthaan
Jan Mouthaan (Middelburg, 25 augustus 1793 - Delfshaven, 14 november 1875) was een Nederlandse bouwmeester. Hij was de zoon van Johannes Mouthaan en Jannetje van Diest. Nadat hij in de jaren '20 in Gorinchem werkzaam was geweest, werd hij stadsbouwmeester van Delfshaven. Daar ontwierp hij in 1854 de nieuwe hervormde pastorie. In 1838 solliciteerde hij vergeefs naar de post van stadsbouwmeester in Utrecht.